# Willis Benson Machen
Willis Benson Machen, född 10 april 1810 i Caldwell County, Kentucky, död 29 september 1893 i Hopkinsville, Kentucky, var en amerikansk demokratisk politiker. Han representerade delstaten Kentucky i USA:s senat 1872–1873.
Machen var verksam inom jordbrukssektorn i Kentucky. Han var delegat till Kentuckys konstitutionskonvent år 1849. Han var 1854 ledamot av delstatens senat. Under inbördeskriget fortsatte han sin politikerkarriär i Amerikas konfedererade stater. Han var ledamot av CSA:s representanthus 1862–1865.
Senator Garrett Davis avled 1872 i ämbetet och Machen blev utnämnd till USA:s senat. Han efterträddes i sin tur 1873 av Thomas C. McCreery.
Machen avled 1893 i Hopkinsville och gravsattes på Riverview Cemetery i Eddyville, Kentucky.